# Sarapat
Sarapat (in armeno Սարապատ?) è un comune di 148 abitanti (2001) della provincia di Shirak in Armenia.